# Андрес Д'Алессандро
Андрес Д'Алессандро (ісп. Andrés D'Alessandro, нар. 15 квітня 1981, Буенос-Айрес) — аргентинський футболіст, півзахисник клубу «Інтернасьйонал». Футболіст року в Південній Америці (2010).
Значну частину кар'єри провів у «Інтернасьйоналі», де з 2013 року був капітаном команди, і став зокрема володарем Кубка Лібертадорес та переможцем Рекопи Південної Америки. Також виступав за збірну Аргентини, ставши срібним призером Кубка Америки 2004 року, крім цього став олімпійським чемпіоном 2004 року та чемпіоном світу серед молодіжних команд 2001 року.

## Клубна кар'єра
Народився 15 квітня 1981 року в місті Буенос-Айрес. Вихованець футбольної школи клубу «Рівер Плейт», паралельно під час навчання працював доставщиком піци. Дорослу футбольну кар'єру розпочав 2000 року в основній команді того ж клубу, в якій провів три сезони, взявши участь у 70 матчах чемпіонату. У складі «мільйонерів» тричі вигравав першість Аргентини.
В липні 2003 року за рекордні 9 млн євро перейшов у німецький «Вольфсбург». В новій команді став стабільно виступати за першу команду, а 21 вересня 2005 року в матчі проти «Ганновера 96» Андрес забив 40-тисячний гол в Бундеслізі з моменту її створення в 1963 році. Втім у аргентинця стався конфлікт з головним тренером команди Клаусом Аугенталером, через який 31 січня 2006 року Д'Алессандро був відданий в оренду до кінця сезону в англійський «Портсмут». Андресу вдалося допомогти врятувати команду від вильоту з Прем'єр-ліги, після чого головний тренер команди Гаррі Реднапп безуспішно намагався підписати Д'Алессандро на постійній основі.
17 червня 2006 року Д'Алессандро був відданий в оренду на сезон в іспанський клуб «Реал Сарагоса». У новій команді Андрес возз'єднався зі своїм співвітчизником Пабло Аймаром (з яким разом грав у «Рівер Плейті»), з яким він сформував дует у сезоні 2006/07, будучи основним гравцем команди. У червні 2007 року іспанський клуб вирішив викупити контракт гравця за 3,5 млн євро, але в сезоні 2007/08 все стало інакше — аргентинець знову мав конфлікти в команді з головним тренером Віктором Фернандесом, а потім і зі змінившим його Андером Гарітано, тому вже у лютому 2008 році гравця довелось продати і він повернувся на батьківщину у клуб «Сан-Лоренсо», де знову возз'єднався з тренером Рамоном Діасом, під керівництвом якого грав у «Рівер Плейті».

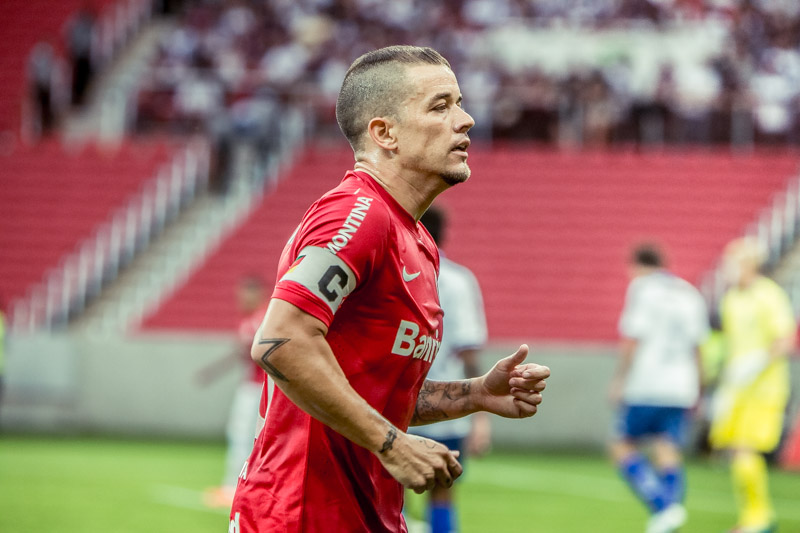
Андрес Д'Алессандро під час виступів за «Інтернасьйонал». 2014 рік.

Влітку того ж року, коли Діас покинув «Сан-Лоренсо», Андрес також вирішив змінити команду і у липні став виступати за бразильський «Інтернасьйонал», де став справжнім лідером і улюбленцем уболівальників. У 2010 році допоміг клубу вдруге в історії завоювати Кубок Лібертадорес, а з 2013 року став капітаном команди. За підсумками 2008 року зайняв четверте місце серед найкращих футболістів Південної Америки, а у 2010 році таки був визнаний найкращим футболістом Південної Америки.
4 лютого 2016 на правах оренди повернувся в «Рівер Плейт», де починав кар'єру і виграв з командою Кубок Аргентини, а також Південноамериканський кубок. У 2017 році повернувся в «Інтер», який в попередньому році вперше в своїй історії вилетів до Серії B Бразилії. Андрес допоміг команді з першої спроби повернутись в еліту, після чого 15 грудня 2017 року він продовжив свій контракт з клубом до кінця 2019 року. Станом на 29 грудня 2018 року відіграв за команду з Порту-Алегрі 238 матчів в національному чемпіонаті.

## Виступи за збірні
2001 року залучався до складу молодіжної збірної Аргентини, з якою став переможцем домашнього молодіжного чемпіонату світу, де зіграв у 7 матчах і забив 2 голи та отримав «Срібний м'яч» другому найкращому футболісту турніру після свого партнера Хав'єра Савіоли, що забив на турнірі неймовірні 11 голів.
2004 року захищав кольори олімпійської збірної Аргентини на Олімпійських іграх 2004 року в Афінах, де також здобув золоту медаль. У складі цієї команди провів 6 матчів, забив 1 гол.
31 січня 2001 року дебютував в офіційних матчах у складі національної збірної Аргентини в матчі проти Гондурасу (3:1), а вже наступного року з нею став учасником Кубка Америки 2004 року у Перу, де у фінальному матчі не реалізував свій післяматчевий пенальті, через що команда поступилась своєму принциповому супернику Бразилії і стала срібним призером турніру.
З вересня 2005 року перестав викликатись до збірної, втім за п'ять років, восени 2010 року, новий тренер збірної Серхіо Батіста повернув Д'Алессандро в збірну і півзахисник провів ще кілька матчів за збірну Аргентини. Загалом за кар'єру футболіст провів за головну команду країни 28 ігор, забивши 3 голи.

## Статистика виступів

### Статистика клубних виступів
| Сезон                      | Команда                    | Чемпіонат                  | Чемпіонат | Чемпіонат | Національний кубок | Національний кубок | Національний кубок | Континентальні кубки | Континентальні кубки | Континентальні кубки | Інші змагання | Інші змагання | Інші змагання | Усього | Усього |
| Сезон                      | Команда                    | Ліга                       | Ігор      | Голів     | Ліга               | Ігор               | Голів              | Ліга                 | Ігор                 | Голів                | Ліга          | Ігор          | Голів         | Ігор   | Голів  |
| -------------------------- | -------------------------- | -------------------------- | --------- | --------- | ------------------ | ------------------ | ------------------ | -------------------- | -------------------- | -------------------- | ------------- | ------------- | ------------- | ------ | ------ |
| 2005–06                    | «Портсмут»                 | ПЛ                         | 13        | 1         | КА+КЛ              | -                  | -                  | -                    | -                    | -                    | -             | -             | -             | 13     | 1      |
| 2006–07                    | «Реал Сарагоса»            | ПД                         | 36        | 2         | КІ                 | 5                  | 2                  | -                    | -                    | -                    | -             | -             | -             | 41     | 4      |
| 2007–08                    | «Реал Сарагоса»            | ПД                         | 14        | 2         | КІ                 | 3                  | 0                  | КУЄФА                | 2                    | 0                    | -             | -             | -             | 19     | 2      |
| Усього за «Реал Сарагосу»  | Усього за «Реал Сарагосу»  | Усього за «Реал Сарагосу»  | 50        | 4         |                    | 8                  | 2                  |                      | 2                    | 0                    |               | -             | -             | 60     | 6      |
| 2007–08                    | «Сан-Лоренсо»              | ПД                         | 15        | 2         | -                  | -                  | -                  | КЛ                   | 9                    | 0                    | -             | -             | -             | 24     | 2      |
| 2008                       | «Інтернасьйонал»           | ЛГ+A                       | 0+11      | 2         | КБ                 | -                  | -                  | ПАК                  | 7                    | 2                    | -             | -             | -             | 18     | 4      |
| 2009                       | «Інтернасьйонал»           | ЛГ+A                       | 9+22      | 4+6       | КБ                 | 7                  | 1                  | ПАК                  | 1                    | 0                    | РПА           | 2             | 0             | 41     | 11     |
| 2010                       | «Інтернасьйонал»           | ЛГ+A                       | 9+20      | 3+1       | -                  | -                  | -                  | КЛ                   | 13                   | 0                    | КЧС           | 2             | 1             | 44     | 5      |
| 2011                       | «Інтернасьйонал»           | ЛГ+A                       | 10+30     | 5+9       | -                  | -                  | -                  | КЛ                   | 6                    | 1                    | РПА           | 2             | 0             | 48     | 15     |
| 2012                       | «Інтернасьйонал»           | ЛГ+A                       | 7+21      | 1+1       | -                  | -                  | -                  | КЛ                   | 5                    | 1                    | -             | -             | -             | 33     | 3      |
| 2013                       | «Інтернасьйонал»           | ЛГ+A                       | 16+35     | 5+11      | КБ                 | 7                  | 4                  | -                    | -                    | -                    | -             | -             | -             | 58     | 20     |
| 2014                       | «Інтернасьйонал»           | ЛГ+A                       | 10+33     | 2+6       | КБ                 | 3                  | 0                  | ПАК                  | -                    | -                    | -             | -             | -             | 46     | 8      |
| 2015                       | «Інтернасьйонал»           | ЛГ+A                       | 8+15      | 1+0       | КБ                 | 2                  | 0                  | КЛ                   | 11                   | 4                    | -             | -             | -             | 36     | 5      |
| 2016                       | «Інтернасьйонал»           | ЛГ+A                       | 2+0       | 0         | КБ                 | 0                  | 0                  | -                    | -                    | -                    | -             | -             | -             | 2      | 0      |
| Усього за «Інтернасьйонал» | Усього за «Інтернасьйонал» | Усього за «Інтернасьйонал» | 71+186    | 21+36     |                    | 19                 | 5                  |                      | 43                   | 8                    |               | 6             | 1             | 325    | 71     |
| 2016                       | «Рівер Плейт»              | ПД                         | 7         | 0         | КА                 | 1                  | 0                  | ЛЧ                   | 7                    | 3                    | РПА           | 2             | 0             | 17     | 3      |
| Усього за кар'єру          | Усього за кар'єру          | Усього за кар'єру          | 340       | 64        |                    | 27                 | 7                  |                      | 58                   | 9                    |               | 6             | 1             | 439    | 83     |

## Титули і досягнення
«Рівер Плейт»
- Чемпіон Аргентини: 2000 Клаусура , 2002 Клаусура , 2003 Клаусура
- Володар Кубка Аргентини: 2016
- Переможець Рекопи Південної Америки: 2016

«Інтернасьйонал»
- Чемпіон штату Ріу-Гранді-ду-Сул: 2009, 2011, 2012, 2013, 2014, 2015
- Володар Кубка Лібертадорес: 2010
- Володар Південноамериканського кубка: 2008
- Переможець Рекопи Південної Америки: 2011

«Насьйональ»
- Чемпіон Уругваю: 2021
- Володар Суперкубка Уругваю: 2021

Збірна Аргентини
- Чемпіон світу серед молодіжних команд: 2001
- Олімпійський чемпіон: 2004
- Срібний призер Кубка Америки: 2004

### Індивідуальні
- Футболіст року в Південній Америці (1): 2010[15].
- Учасник символічної збірної року в Південній Америці (4): 2001, 2002, 2008, 2010[16]
- «Срібний м'яч» молодіжного чемпіонату світу: 2001
- «Бронзовий м'яч» клубного чемпіонату світу: 2010